# 尤里·莱安克

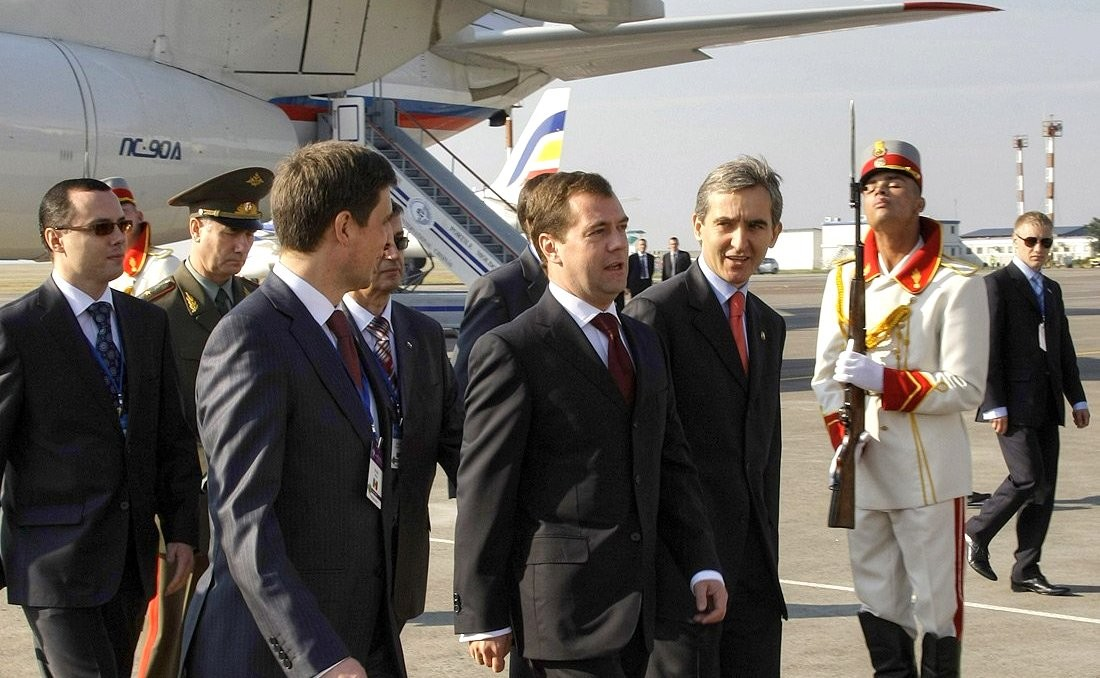
德米特里·梅德韦杰夫和尤里·莱安克

尤里·莱安克（羅馬尼亞語：Iurie Leancă，發音：[ˈjuri.e ˈle̯aŋkə]；1963年10月20日—）是摩尔多瓦政治人物，2013年－2015年担任摩尔多瓦总理。此前是摩尔多瓦外交和欧洲一体化部长。

## 生平
莱安克1963年10月20日出生于摩尔多瓦奇米什利亚。他的父亲是摩尔多瓦人，母亲为保加利亚人。毕业于莫斯科国立国际关系学院，1986年到1993年在摩尔多瓦外交部工作。1989年5月至10月间，他在苏联驻罗马尼亚布加勒斯特大使馆担任二秘，此后升任外交部政治部第一书记（1989 - 1990）和外交部参赞（1990–1993），专门负责欧洲事务。1993年至1997年期间，担任驻美国华盛顿特区大使馆公使銜參贊，此后任外交部副外长（1998 - 1999）和第一副外交部长（1999 - 2002），塔尔列夫政府代理外交部长（2001年7月27日 - 9月4日）。
他还担任过摩尔多瓦最大的石油和天然气公司亚斯康集团（Ascom Group）的副首席执行官（2001–2005、2007–2009），以及欧洲安全与合作组织少数民族事务高级专员的高级顾问（2005–2007）。
莱安克自2009年1月起为摩尔多瓦自由民主党（PLDM）成员。他在2009年4月和2009年7月的选举中当选为议员。
莱安克是摩尔多瓦外交政策协会的副主席（2005–2009）。2009年至2013年莱安克担任弗拉德·菲拉特政府的副总理兼外交和欧洲一体化部长，10月21日莱安克在一次新闻发布会上宣布摩尔多瓦-欧盟协会官方谈判协议将于2010年1月12日开始。2013年4月10日，摩尔多瓦总统授权菲拉特组建新政府，然而在4月22日宪法法院裁定这一法令违宪，菲拉特总理因腐败的嫌疑被投不信任票后不能执行此任命。4月25日，莱安克被任命为代总理，5月自由民主党提名莱安克为总理候选人。5月15日，他被总统尼古拉·蒂莫夫蒂指定为总理并组建政府。政治谈判一直持续到2013年5月29日，自由民主党最终与民主党和自由党的分离派（形成自由改革党）组成亲欧联盟，联合组阁。5月30日新政府以58票得到国会的支持并在5月31日宣誓就职。
莱安克与Aida Leancă结婚并有两个孩子。他会说罗马尼亚语、俄语、英语、德语、法语、匈牙利语和保加利亚语。